# Nosoglobulus wakaharai
Nosoglobulus wakaharai is een keversoort uit de familie van de boomsapkevers (Nosodendridae). De wetenschappelijke naam van de soort is voor het eerst geldig gepubliceerd in 2011 door Hisamatsu, Yamasako & Háva.
De soort komt voor in Laos.